# Лоссімяе
Ло́ссімяе (ест. Lossimäe küla) — село в Естонії, у волості Елва повіту Тартумаа.

## Населення
Чисельність населення на 31 грудня 2011 року становила 116 осіб.

## Географія
Через населений пункт проходить автошлях 47 (Санґла — Ринґу).

## Історія
До 24 жовтня 2017 року село входило до складу волості Ринґу.